# Enrico Cosenz
Enrico Cosenz (Gaeta, 12 de enero de 1820 – Roma, 7 de agosto de 1898) fue un militar italiano que participó en la Reunificación italiana.
Capitán de artillería en el ejército del Reino de las Dos Sicilias, tomó parte en la expedición enviada por Fernando II contra Austria, en 1848; sin embargo después del golpe de Estado en Nápoles, siguió al general Guglielmo Pepe en la desobediencia de retirar sus tropas e ir a Venecia en auxilio de la defensa de la ciudad. Como comandante del fuerte de Marghera, Cosenz se distinguió por su valor.
Después de la caída de Venecia, se refugió en Corfu y en Francia. En 1859, en la estera de la segunda guerra de Independencia italiana, Cosenz fue al Piamonte, donde asumió el comando de un regimiento de Cazadores de los Alpes, luchando en la Batalla de Varese. Formó parte, durante un breve periodo, del ejército de Cerdeña para unirse posteriormente a la Expedición de los Mil.
En 1860 participó de la Tercera Guerra de Independencia, derrotando a dos brigadas napolitanas en Piale, el 23 de agosto, marchó victorioso a Nápoles, donde fue nombrado ministro de la Guerra en el primer gobierno provisional, creado por Garibaldi. Durante la Guerra de 1866 su división tuvo muy poca participación activa.
Fue prefecto de Bari y diputado durante cuatro legislaturas.